# جوان أدلر
جوان أدلر (بالإنجليزية: Joan Adler)‏ هي فيزيائية أسترالية، ولدت في 13 يونيو 1950 في سيدني في أستراليا.